# Bystřice pod Hostýnem
Bystřice pod Hostýnem (tysk: Bistritz am Hostein) er en by i distriktet Kroměříž i regionen Zlín i Tjekkiet   med omkring 8.000 indbyggere.
Landsbyerne Bílavsko, Hlinsko pod Hostýnem, Rychlov og Sovadina er administrative dele af Bystřice pod Hostýnem.

## Geografi
Bystřice pod Hostýnem ligger omkring 23 km nordøst for Kroměříž og 19 km nord for Zlín . Det ligger ved foden af Mähren-Schlesien. Bystřička-strømmen løber gennem byen. Bakken Hostýn , hvis navn er inkluderet i byens navn, ligger syd for byen uden for det kommunale område, men en konturlinje under bakken ved 460 meter  over havets overflade er det højeste punkt i Bystřice pod Hostýnem.

## Historie
Den første skriftlige omtale af Bystřice er fra 1368, hvor bosættelsen blev erhvervet af Boček 1. af Poděbrady. En fæstning blev første gang nævnt her i 1440. Fra 1650 til 1827 var godset ejet af familien Rottal. De sidste ejere var Loudouns, efterkommere af Ernst Gideon von Laudon, som holdt slottet indtil 1933.
I midten af 1800-tallet lå her et kurbad. I 1861 etablerede de tyske industrifolk Michael Thonet og hans søn August den største fabrik for bentwood (bøjede  træmøbler) i Europa her. Industrialiseringen betød den største økonomiske udvikling af Bystřice pod Hostýnem og tilstrømningen af nye indbyggere. I 1864 blev kommunen forfremmet til by. Jernbanen blev bygget i 1882.

## Seværdigheder
Den lokale gotiske fæstning blev ombygget til et renæssanceslot sandsynligvis i midten af det 16. århundrede. Efter at det blev beskadiget af brand, blev det rekonstrueret i 1616. I midten af 1700-tallet blev to neoklassiske fløje tilføjet det gamle slot. Den sidste bygningsændring var udvidelsen af det såkaldte toilettårn i 1889. I dag ejes Bystřice pod Hostýnem-slottet af kommunen  og huser bymuseet, kulturelle rum og en del af den kommunale administration.
Kirken Saint Giles blev bygget i 1744. Kirken er dekoreret af freskomaleren Jano Köhler, men kun nogle af de originale malerier er bevaret.